# Quartier des spectacles
Le Quartier des spectacles est un quartier montréalais situé à l'Est du centre-ville de Montréal où l'on retrouve plusieurs institutions culturelles importantes ainsi qu'une trentaine de salles de spectacles offrant près de 28 000 sièges. Chaque année, une quarantaine d'événements ont lieu dans le Quartier, dont plusieurs grands festivals, comme le Festival international de jazz de Montréal, les Francos de Montréal et Juste pour rire. Deux pôles importants s'y retrouvent, celui de la place des Arts et du boulevard Saint-Laurent à l'ouest et celui du quartier latin à l'est. En 2003, le Partenariat du Quartier des spectacles est créé par la Ville de Montréal et d'autres représentants du milieu de la culture. Son but est de développer et mettre en valeur le Quartier. Aujourd'hui, le Partenariat s'occupe de l'animation des places publiques du Quartier et de la gestion du calendrier de l'offre culturelle. Le Partenariat du Quartier des spectacles est membre du Global Cultural Districts Network.

## Situation géographique
Le quartier est bordé au nord par la rue Sherbrooke, au sud par le boulevard René-Lévesque, à l'ouest par la rue City Councillors et à l'est par la rue Saint-Hubert, ce qui fait que le quartier a une superficie d'environ 1 km2. On y trouve une animation importante grâce à l'implantation de nombreux festivals d'envergure internationale (Festival international de jazz de Montréal, Francos de Montréal, Festival Juste pour rire, etc).
Les métros : Place-des-Arts, Saint-Laurent et Berri-UQAM

## Histoire du quartier

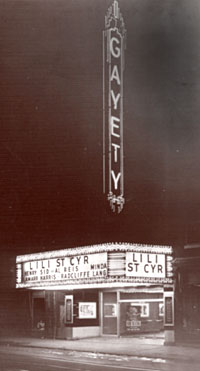
Le Théâtre Gayety en 1946

L'actuel Quartier des spectacles se situe en grande partie sur l'emplacement de l'ancien Quartier du Red Light de Montréal dont l'histoire remonte au début des années 1800 avec le développement du Faubourg Saint-Laurent au nord de la ville fortifiée. Ce quartier a partiellement été détruit lors du grand incendie de 1852, pour être presque entièrement urbanisé dans les années 1875. Le quartier s'étendait alors de la rue Saint-Antoine au sud à la rue Sherbrooke au nord, de la rue De Bleury à l'ouest et la rue Amherst à l'est.
D'abord voué aux fonctions résidentielles et commerciales, le quartier s'est doté d'une fonction éducative à partir de 1878 avec la construction d'une filiale de l'Université Laval à Montréal. L'École polytechnique sur la rue Saint-Denis a été inaugurée en 1905 et l'École des Haute Études commerciales (HEC) a été inauguré en 1910 (il accueille aujourd'hui les Archives Nationales du Québec). La construction de la Bibliothèque Saint-Sulpice inaugurée en 1915 est venue ancrer la vocation du Quartier latin de Montréal. Après l'incendie de ses bâtiments de la rue Saint-Denis, l'Université de Montréal (elle est devenue indépendante en 1920) s'installera sur les flancs du mont Royal en 1943.
Le premier édifice culturel, le théâtre du Gesù, a vu le jour en 1865. D'autres lieux culturels ont rapidement suivi, comme le Théâtre Français en 1893 (actuellement le Monument-National), le Théâtre Gayety en 1912 (actuellement le TNM) et la Bibliothèque nationale du Québec en 1914.
Entre les années 1920 et le milieu des années 1960 apparaît dans ce quartier un nombre impressionnant de cabarets montréalais qui reçoivent des artistes de grande renommée venus des États-Unis et de la France pour s'y produire. Montréal obtient rapidement une réputation de ville festive et attire des touristes en grand nombre, notamment des Américains. De nombreux artistes américains de jazz viennent y jouer. Toutefois, cette effervescence attire aussi la prostitution, les maisons de jeux et les débits d'alcool clandestins dans le quartier. C'est ce qui lui vaudra le nom du fameux Red Light de Montréal, le plus important de ce genre en Amérique du Nord. Le Red Light avait pignon sur rue aux environs du carrefour des Mains (boulevard Saint-Laurent et rue Sainte-Catherine).

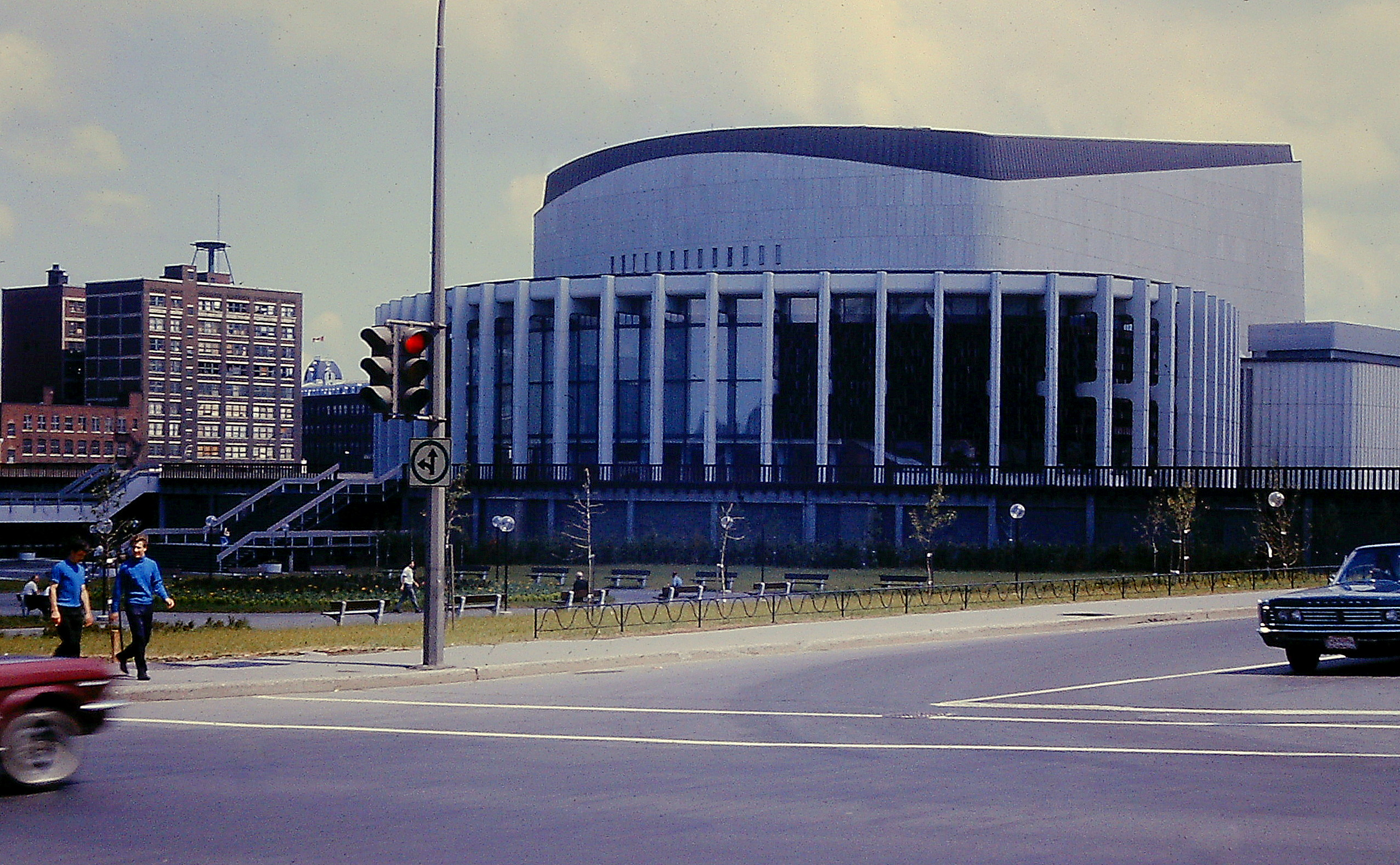
Salle Wilfrid-Pelletier, Place des Arts, à la fin des années 1960

Il y a un appel à un rôle artistique et culturel pour le quartier dès les années 1950, lorsqu'une partie du quartier Red Light  est démolie pour les Habitations Jeanne-Mance. À l'époque, l'éditorialiste du Devoir Paul Sauriol écrit :  « la partie centrale et historique, le quartier des affaires d’une grande ville, doit être affectée à des fins non domiciliaires et réservées plutôt à des fins communautaires d’ordre artistique, culturel, commercial [et] touristique ».
Plusieurs autres lieux de diffusion culturelle se sont construits au fil des ans. L'ajout principal demeure la Place des Arts (située à l'ouest du boulevard Saint-Laurent). Sous l'impulsion du Maire de Montréal de l'époque Jean Drapeau, la construction y est terminée en 1963 et devient ainsi le plus vaste complexe culturel du Canada. L'inauguration des pavillons Judith-Jasmin et Hubert-Aquin de l'UQAM se fait dans la partie est du quartier en 1979 et l'université y augmente fortement sa présence au cours des deux décennies suivantes.

## Origine et évolution du Quartier des spectacles
Le principe du Quartier des spectacles est une initiative de l'ADISQ (Association québécoise de l'industrie du disque, du spectacle et de la vidéo) qui a présenté ce projet urbain pour la première fois lors du Sommet de Montréal de 2002.
En juin 2003, le Partenariat du Quartier des spectacles est créé à l’initiative de la Ville de Montréal. Le Partenariat, organisation à but non lucratif, doit concevoir et mettre en place des projets collectifs qui positionnent Montréal comme destination culturelle internationale.

### 2007 - 2011
Le programme particulier d’urbanisme (PPU) du Quartier des spectacles est officiellement présenté en novembre 2007 lors du Rendez-vous novembre 2007 – Montréal métropole culturelle. À l’issue de cette rencontre, le projet du Quartier des spectacles reçoit l’appui des gouvernements fédéral et provincial, qui s’engagent, avec la Ville de Montréal, à verser chacun 40 M$ sur quatre ans pour la réalisation du projet qui bénéficie ainsi d’un budget total de 120 M$. Tous ces efforts amèneront rapidement le début des grands travaux dans ce secteur.
En 2009, en lien avec cette annonce, on inaugurait la Maison du Festival de Jazz et la Place des Festivals. En mai 2010, la Place de l'Adresse symphonique était ouverte au grand public.
Au printemps 2011, le Quartier des spectacles demeure un vaste chantier. Des travaux importants d'infrastructures ont lieu sous la rue Sainte-Catherine pendant que les chantiers de l'Adresse symphonique (Maison de l'OSM), de la Maison du développement durable et du 2-22 (à l'intersection de la rue Sainte-Catherine et du boulevard Saint-Laurent) se poursuivront jusqu'à l'automne 2011. La Place des Arts poursuit son vaste chantier de rénovation jusqu'à l'été 2011.

### Projet du Quadrilatère Saint-Laurent
Sur le boulevard Saint-Laurent, entre le Monument-National et la rue Sainte-Catherine, la Société de développement Angus (SDA) prévoyait construire le Quadrilatère Saint-Laurent. L'édifice devait préserver les façades, classées historiques, des bâtiments existants et développer en retrait une tour de bureaux dont le principal locataire serait Hydro-Québec.
Ces façades doivent leur unité au fait que les édifices datent de la même époque. À la fin du XIXe siècle, en effet, on a élargi le flanc ouest du boulevard Saint-Laurent, entre la rue Saint-Antoine et la rue Roy. Pour ce faire, on a détruit ce qui existait et reconstruit avec de la pierre grise.
Toutefois, le projet renommé Carré Saint-Laurent nécessitait l'achat ou l'expropriation du Café Cléopâtre qui résistait aux offres de la Société de développement Angus,,. En mars 2011, la SDA, change ses plans. Elle prévoit à la place la construction de 2 tours, une de chaque côté du Café Cléopâtre. Au sud, la tour de bureaux terminée en 2019 a dix étages et est occupée au complet par le ministère de l'Immigration du Québec.

## Projets immobiliers et nouvelles constructions
Depuis plusieurs années déjà, le Quartier des spectacles attire nombre d'organismes culturels, commerces, restaurants, bars et projets de condominiums. On peut penser au premier projet de condominiums d'envergure, la reconversion du Ontario Building au coin de la rue Ontario et du boulevard Saint-Laurent, le SLEB en 2003, devenu plus tard les « Lofts des Arts ». En 2005, on peut mentionner la construction du Complexe des sciences Pierre-Dansereau de l'UQAM. En 2009, l'ajout du « 400 Sherbrooke Ouest », une tour mixte de 35 étages, jumelant un hôtel de la marque Hilton Garden Inn et des condominiums. En 2010, l'ajout du « Louis Bohème », une tour de 28 étages de condominiums. En 2011, on inaugure la « Maison symphonique de Montréal », une salle de concert adjacente à la Place des Arts. En 2012, on inaugure l'« édifice 2-22 », un édifice de 6 étages à vocation culturelle. En 2014, l'ajout du « V », une tour mixte de 40 étages, jumelant un hôtel de la marque Courtyard by Marriott et des condominiums. En 2015, l'ajout des « Résidences C-Lofts », une tour de 22 étages d'appartements/lofts. En 2016, s'ajoutera l'ajout du « Peterson », une tour de 35 étages de condominiums. En 2017, « Le Wilder : Espace Danse », regroupant les Grands Ballets canadiens, l'Agora de la danse, l'École de danse contemporaine de Montréal et Tangente, ouvrira dans un édifice de 11 étages, suivant la rénovation de l'Édifice Wilder. En 2017, Les 7 Doigts de la main aménageront dans leur nouveau local dans l'ancien Musée Juste pour rire après sa rénovation. En 2019, l'ONF a déménagé son siège social à l'Îlot Balmoral, partagé avec l'École NAD-UQAC.
Prévu pour être achevé d'ici 2030, plus de 1000 logements sont prévus dans le quartier sur le site de l'ancienne Gare d'autocars de Montréal notamment une Maison des gens de lettres, un espace de vie et de travail abordable pour écrivains et professionnels du domaine littéraire,.

### Impacts économiques
Le 27 janvier 2015, le Partenariat du Quartier des spectacles, la Chambre de commerce du Montréal métropolitain et la Ville de Montréal dévoilent les résultats d'une étude sur les retombées économiques immobilières dans le Quartier des Spectacles de l'ordre de 1,5 milliard de dollars et ce depuis l'annonce de son aménagement en 2007,.
Le 14 décembre 2023, la ville de Montréal annonce le renouvellement de son engagement financier qui se traduira par une contribution de 10 millions pour chacune des cinq prochaines années.

## Festivals & événements

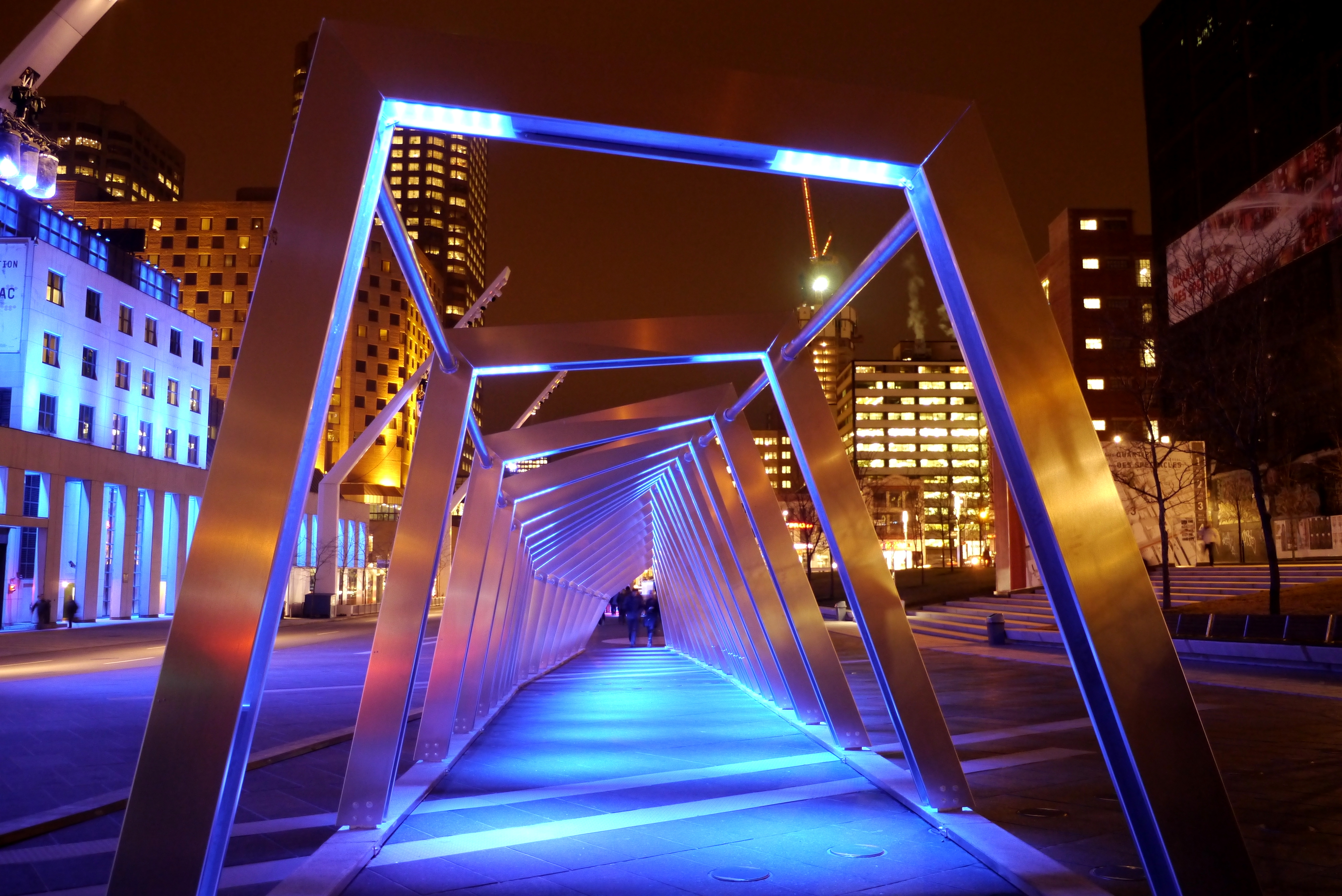
« Luminothérapie » sur la Place des Festivals en décembre 2012

| Plusieurs festivals et événements culturels/artistiques ont lieu dans le Quartier des Spectacles, tout au long de l'année: - Festival Présence autochtone - Art Souterrain - Festival international du film sur l'art - Luminothérapie - Festival Accès Asie - Pouzza Fest - Journée des musées montréalais - Francos de Montréal - Festival international de jazz de Montréal - L'OFF Festival de Jazz de Montréal - Festival TransAmériques - OFFTA - Festival montréalais d'arts vivants | - Mutek - Printemps Numérique - Festival Montréal en lumière - Festival international Nuits d'Afrique - Festival Juste pour rire - Fierté Montréal - Festival Mode & Design de Montréal - Festival des films du monde de Montréal - Festival OUMF - Festival Pop Montréal - Journées de la Culture - Montréal complètement cirque - Rencontres internationales du documentaire de Montréal - Rendez-vous Québec Cinéma |

## Espaces du Quartier des spectacles

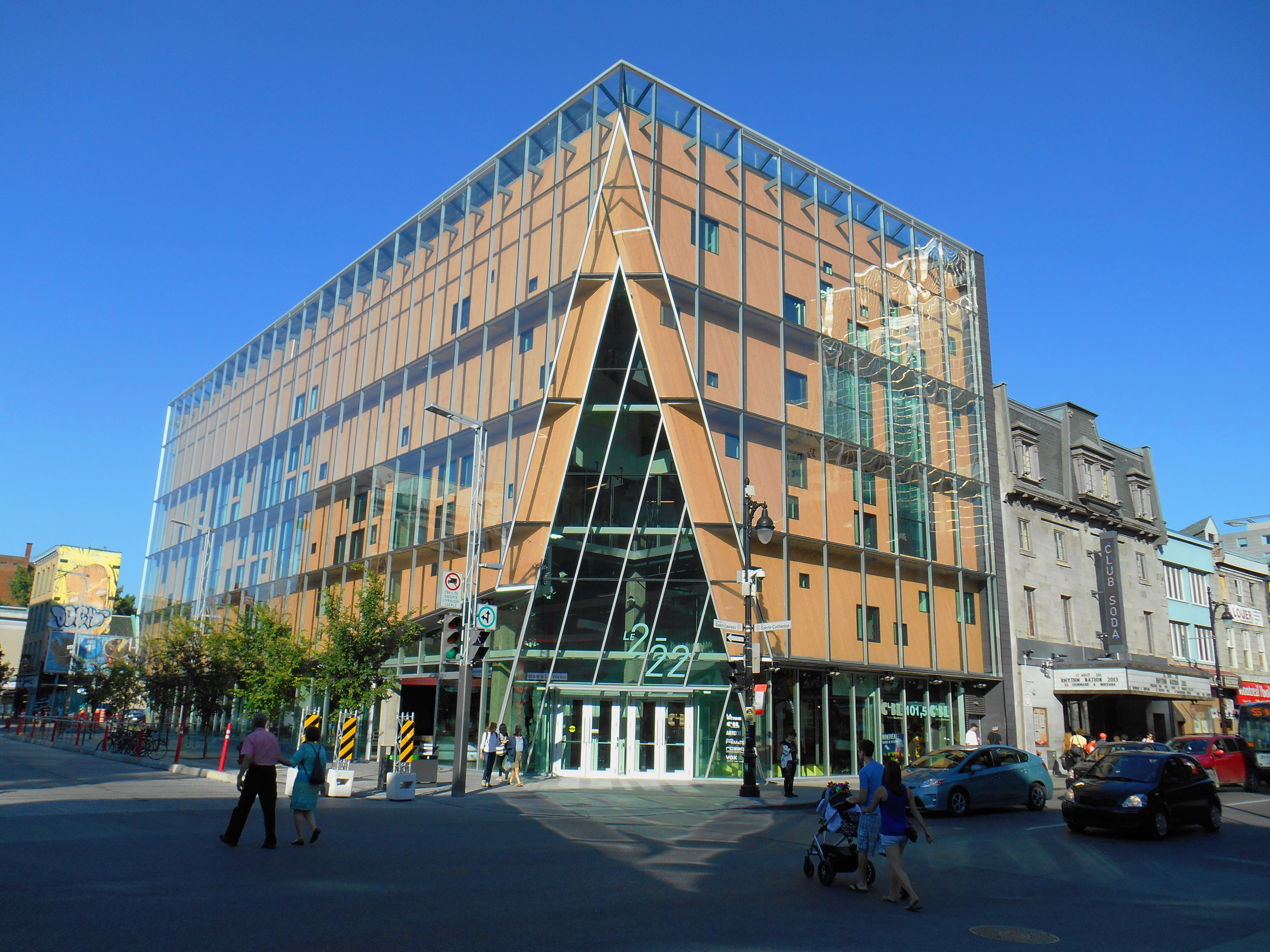
Édifice du 2-22 rue Sainte-Catherine Est

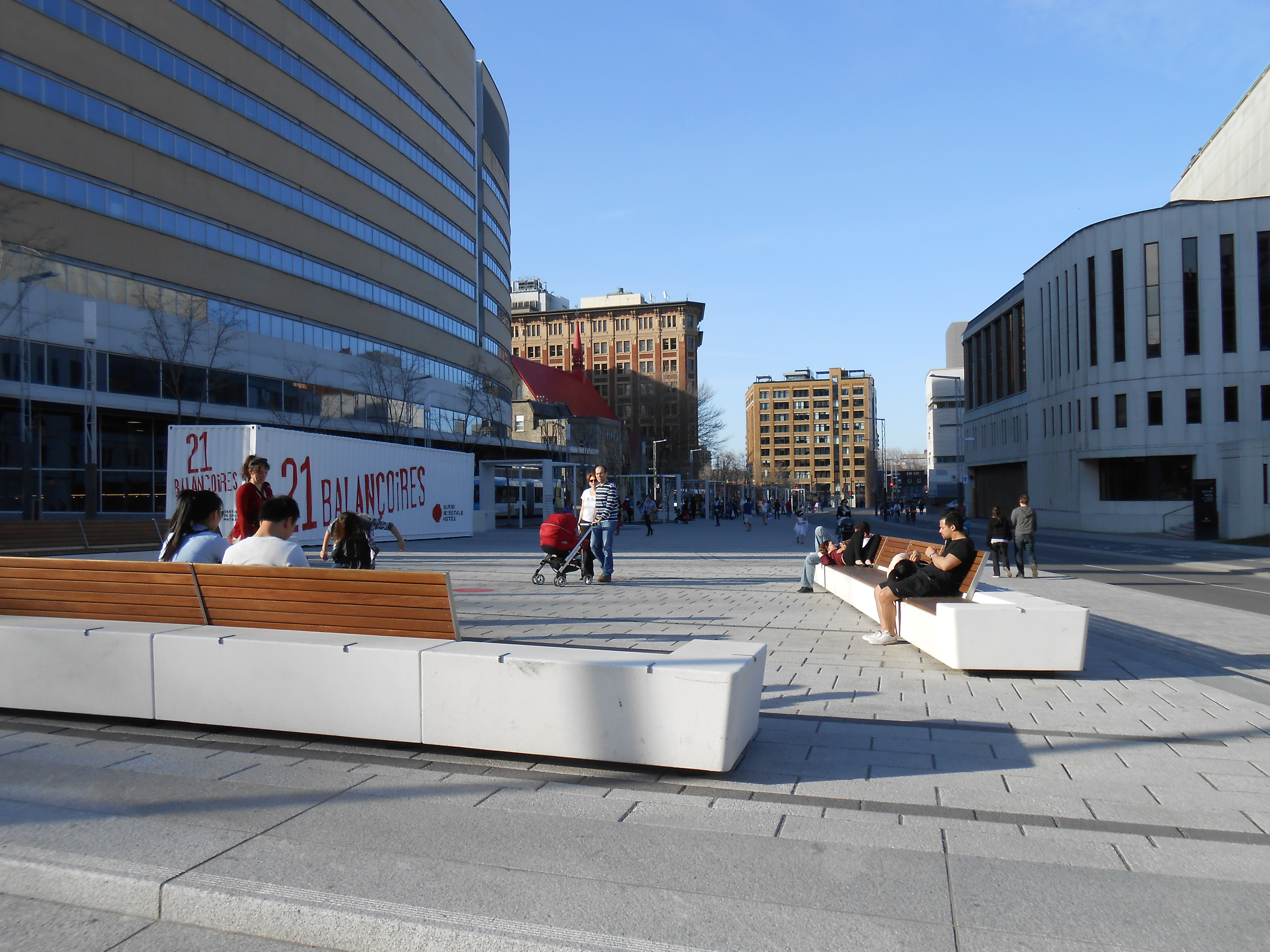
La Promenade des Artistes

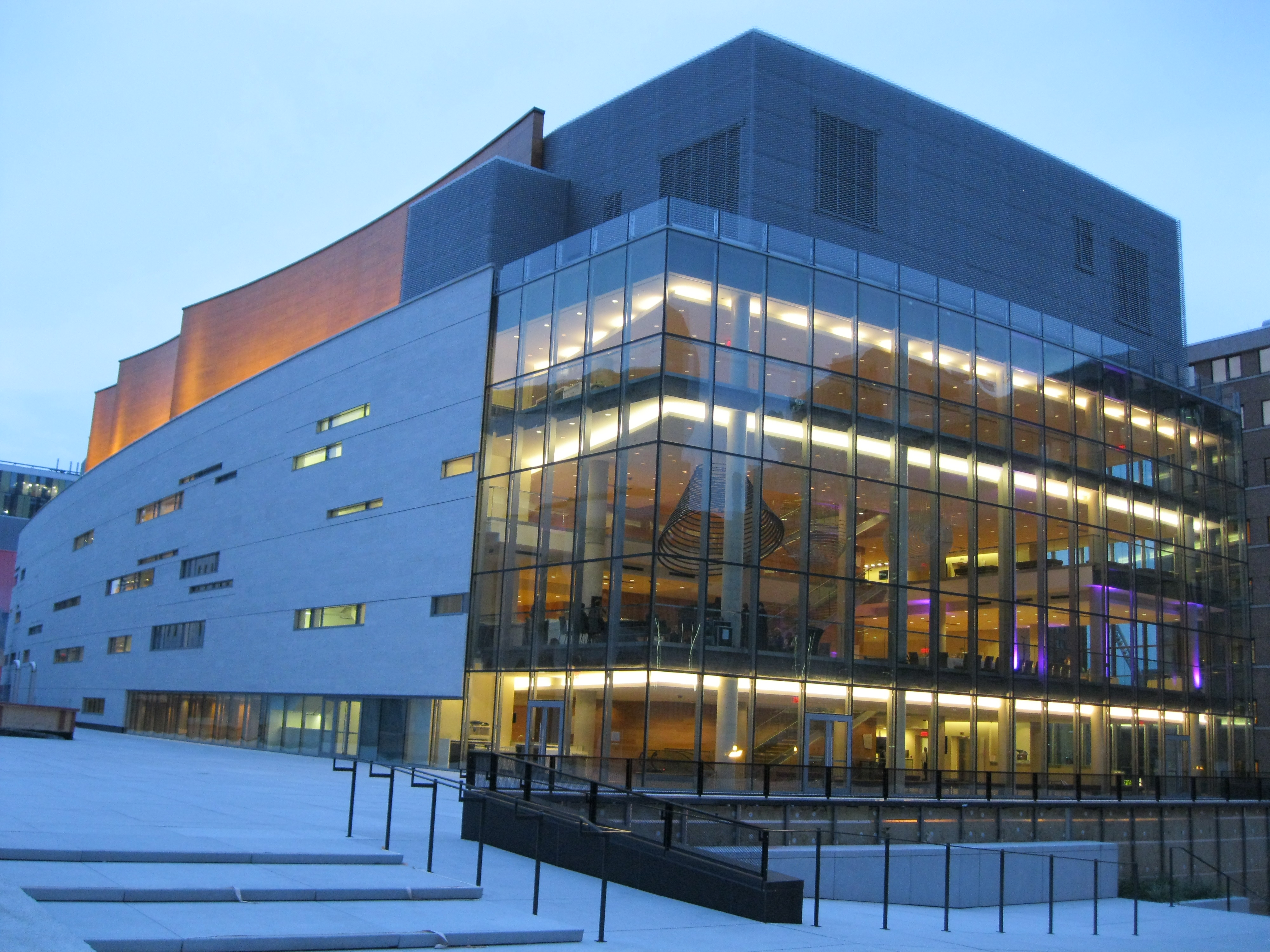
La Maison symphonique de Montréal

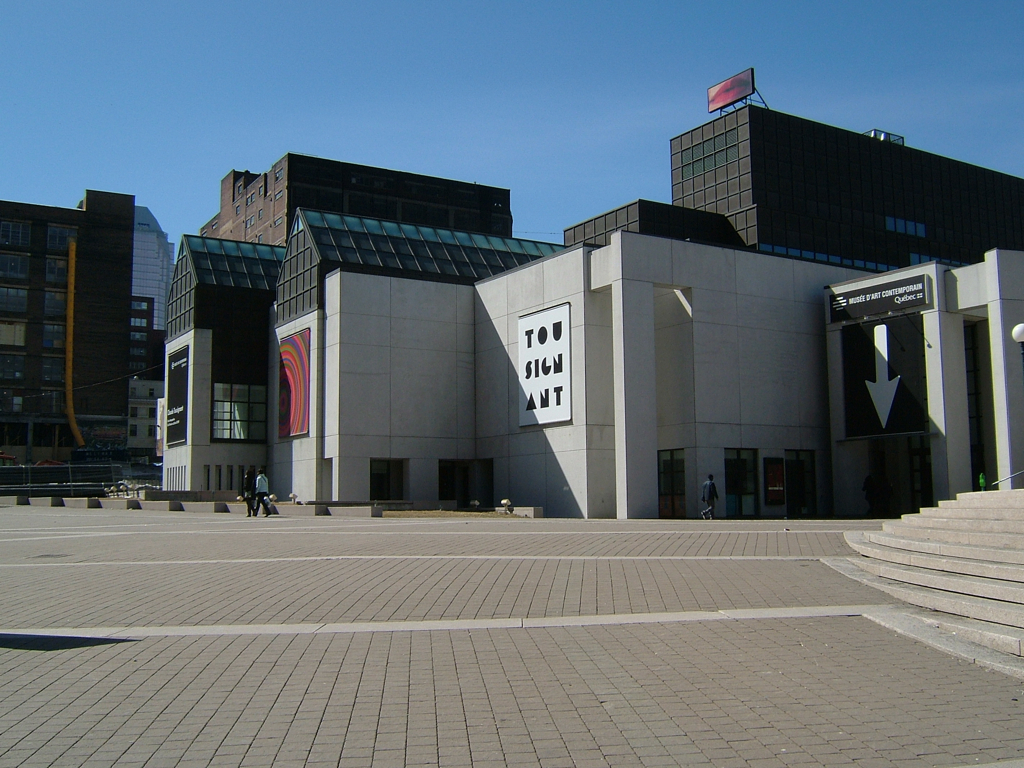
Le Musée d'art contemporain de Montréal

Dans le quadrilatère ainsi délimité, on trouve, entre autres :

### Billetterie/Informations
- Vitrine culturelle de Montréal dans l'édifice 2-22

### Places publiques
| - L'esplanade Tranquille - L'esplanade de la Place des Arts | - Le Parterre - La place de la Paix | - La place des Festivals - La place Émilie-Gamelin | - La place Pasteur - La promenade des Artistes |

### Salles de spectacles
| - Le Club Soda - Les Foufounes Électriques - L'Astral - Maison du Festival Rio Tinto Alcan - Le Gesù - La Maison symphonique de Montréal - La Maison Théâtre - Le Bordel Comédie Club - La Chapelle historique du Bon-Pasteur - Le Balcon - Juste pour rire | - Le M Telus, autrefois Métropolis - Le Monument-National - La Place des Arts - La Salle Pierre-Mercure du Centre Pierre-Péladeau - La Société des arts technologiques - Le Théâtre du Nouveau Monde - Le Théâtre Sainte-Catherine - Le Théâtre Saint-Denis - Turbo Haüs - L’Édifice Wilder - Espace danse |

### Cinémas
| - Cinéma Impérial | - Cinéma du Quartier Latin | - Cinémathèque québécoise |

### Lieux d'expositions
| - Artexte - Édifice Belgo/Galeries d'art contemporain - Centre de design de l'UQAM - Économusée de la lutherie - Galerie de l'UQAM | - Galerie Lounge TD - Maison du Festival Rio Tinto Alcan - Maison du développement durable - Musée d'art contemporain de Montréal - VOX, centre de l'image contemporaine |

### Autres lieux
| - Le Cégep du Vieux Montréal - Centro Cultural Simón Bolívar - CIBL Radio Montréal - Cœur des sciences de l'UQAM - L'Église Saint John the Evangelist | - L'Église unie Saint-James - L'Institut Goethe Montréal - La Bibliothèque et Archives nationales du Québec - L'Institut national de l'image et du son - La Médiathèque Jazz / La Presse+ | - L'Espace culturel Georges-Émile-Lapalme - Place des Arts - Studio 303 - Le Théâtre Telus - L'Université du Québec à Montréal - La Salle Marie-Gérin-Lajoie de l'UQAM - Îlot Balmoral - Syn Studio |